# Oxymycterus josei
Oxymycterus josei е вид бозайник от семейство Хомякови (Cricetidae). Видът е застрашен от изчезване.

## Разпространение
Разпространен е в Уругвай.